# گلینکی-رافاوه
گلینکی-رافاوه (به لهستانی:  Glinki-Rafały) یک روستا در لهستان است که در گمینا سپنگوو واقع شده‌است.
 گلینکی-رافاوه  ۱۲۰ نفر جمعیت دارد.